# Paracles fosteri
Paracles fosteri là một loài bướm đêm thuộc phân họ Arctiinae, họ Erebidae.